# Maria Waldmann
Maria Waldmann (Viena, 19 novembre de 1844 - Ferrara, 6 novembre de 1920) fou una mezzosoprano austríaca molt estimada com a cantant pel compositor Giuseppe Verdi.
Maria Waldmann va estudiar amb Francesco Lamperti. Va dedicar la seva carrera al repertori italià en la tessitura de mezzosoprano. Va treballar amb Teresa Stolz en setembre de 1869 en una producció de Don Carlo al Teatro Verdi de Trieste. El 23 d'abril de 1871 va fer el paper de Donna Giovanna en la primera representació en el Teatro San Carlo de Nàpols de l'òpera Ruy Blas de Filippo Marchetti, sota la direcció del compositor. De seguida va cantar a Moscou i al teatre La Scala de Milà on, en la temporada 1871-1872, va aparèixer tant en La forza del destino com en la première europea d'Aida (el 8 de febrer de 1872), en el rol d'Amneris, al costat de la seva amiga Teresa Stolz, qui va cantar el d'Aida. Malgrat les reticències inicials de Verdi, Maria Waldmann es va convertir en una de les Amneris preferides del públic. Va tornar a representar aquest rol en les presentacions del 20 d'abril de 1872 al Teatre Regio de Parma amb Teresa Stolz; del 30 de març de 1873 en la primera representació en el Teatro San Carlo de Nàpols, també amb Teresa Stolz; del 29 d'abril de 1874 en l'Òpera de l'Estat de Viena sota la direcció del compositor; i del 22 d'abril de 1876 en la Salle Ventadour del Théâtre de la Comédie Italienne de París, amb Teresa Stolz i Édouard de Reszke sota la direcció de Verdi.
El 23 de maig de 1872 va fer el paper de Zaida en la reestrena al Teatre Regio de Parma de l'òpera Don Sebastiano rei del Portugal (Dom Sébastien) de Gaetano Donizetti.
En 1874 va ser triada per l'estrena del Rèquiem de Verdi, qui va escriure la secció del Liber scriptus pensant en la veu de Maria Waldmann. Verdi apreciava particularment els rics i foscos colors del registre de contralt de la cantant. Amb Angelo Masini, Achille Medini i Teresa Stolz, va participar en la primera execució absoluta de l'obra en l'Església de San Marco (Milà) sota la direcció del compositor, i en la primera execució en el Teatre La Scala també sota la direcció de Verds. així com durant la gira per Àustria, França -en la primera execució al Teatre Nacional de l'Opéra-Comique de París sota la direcció del compositor- i en Anglaterra.
Maria Waldmann es va retirar dels escenaris ben aviat, amb prou feines amb treinta-i-un anys, després d'haver-se casat amb el duc Galeazzo Massari. La parella va viure al Palau Massari del Carrer Porta Mar de Ferrara. Malgrat haver-se retirat, Maria Waldmann va romandre amiga de Verdi i de la seva dona per molts anys, mantenint una correspondència amb ells que va durar gairebé fins a la mort del compositor.
Galeazzo Massari va morir en 1902 i Maria Waldmann va morir el 6 novembre de 1920 a Ferrara.